# Houlgate
Houlgate is een gemeente in het Franse departement Calvados (regio Normandië). De plaats maakt deel uit van het arrondissement Lisieux. Houlgate telde op 1 januari 2022 1.657 inwoners.

## Geografie
De oppervlakte van Houlgate bedroeg op 1 januari 2022 4,69 vierkante kilometer; de bevolkingsdichtheid was toen 353,3 inwoners per km².
De onderstaande kaart toont de ligging van Houlgate met de belangrijkste infrastructuur en aangrenzende gemeenten.

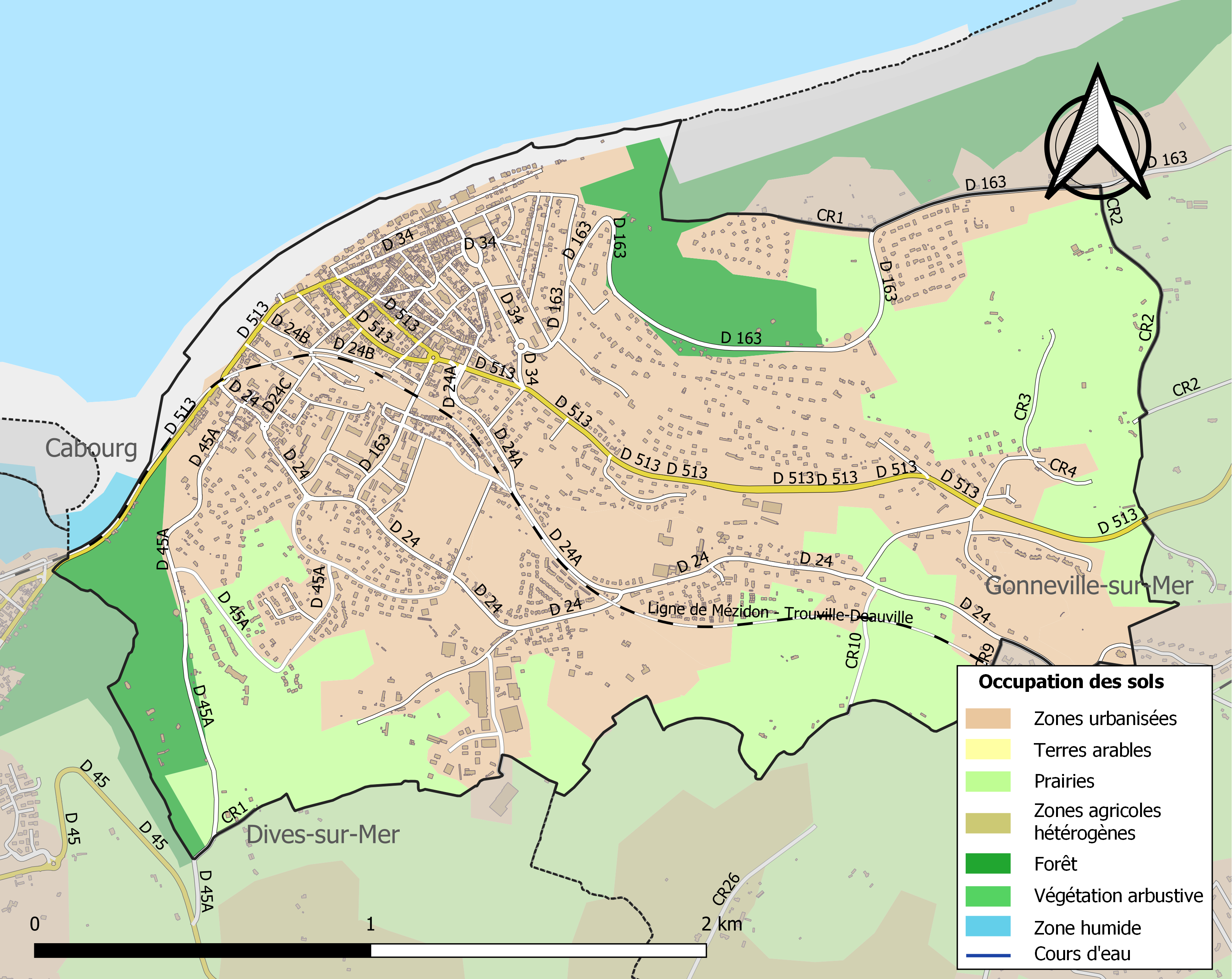

## Verkeer en vervoer
In de gemeente ligt de spoorweghalte Houlgate.

## Demografie
Onderstaande figuur toont het verloop van het inwonertal (bron: INSEE-tellingen).
Vanwege een beveiligingsprobleem met de MediaWiki Graph-software is het momenteel niet mogelijk deze grafiek weer te geven. Zodra de software is bijgewerkt zal de grafiek vanzelf weer zichtbaar worden.